# Fernando Mendoza
Fernando  Alberto Mendoza Araneda (Cañete, Chile, 4 de mayo de 1988) es un exfutbolista chileno que jugaba como volante de contención y su último equipo fue Club de Deportes Iberia de la Segunda Divsión de Chile

## Carrera
Se inicia en un equipo de su ciudad de origen, Club de Deportes Caupolicán de Cañete.
En el año 2007 llega a Deportes Concepción, donde estuvo durante tres años.
Luego pasó a estar dos años en el archirrival, Club Arturo Fernández Vial, durante los años 2010 y 2011, donde incluso fue capitán del equipo para sorpresa de los hinchas lilas.
En el año 2012 llega al equipo de Iberia de Los Ángeles, manteniéndose en el club hasta el año 2013, cuando fue desafectado porque el club superó la cantidad de jugadores mayores de 25 años que reglamenta la categoría.
El año 2015 vuelve al fútbol defenderá al cuadro de Barrio España que se destaca como uno de los mejores clubes de Barrio de Cañete.

## Clubes
| Club                  | País  | Año       |
| --------------------- | ----- | --------- |
| Deportes Concepción   | Chile | 2007-2009 |
| Arturo Fernández Vial | Chile | 2010-2011 |
| Iberia                | Chile | 2012-2013 |
| Barrio España         | Chile | 2015      |

## Palmarés

### Campeonatos nacionales
| Título           | Club   | País  | Año  |
| ---------------- | ------ | ----- | ---- |
| Segunda División | Iberia | Chile | 2012 |
| Segunda División | Iberia | Chile | 2013 |